# Lichterfelde West

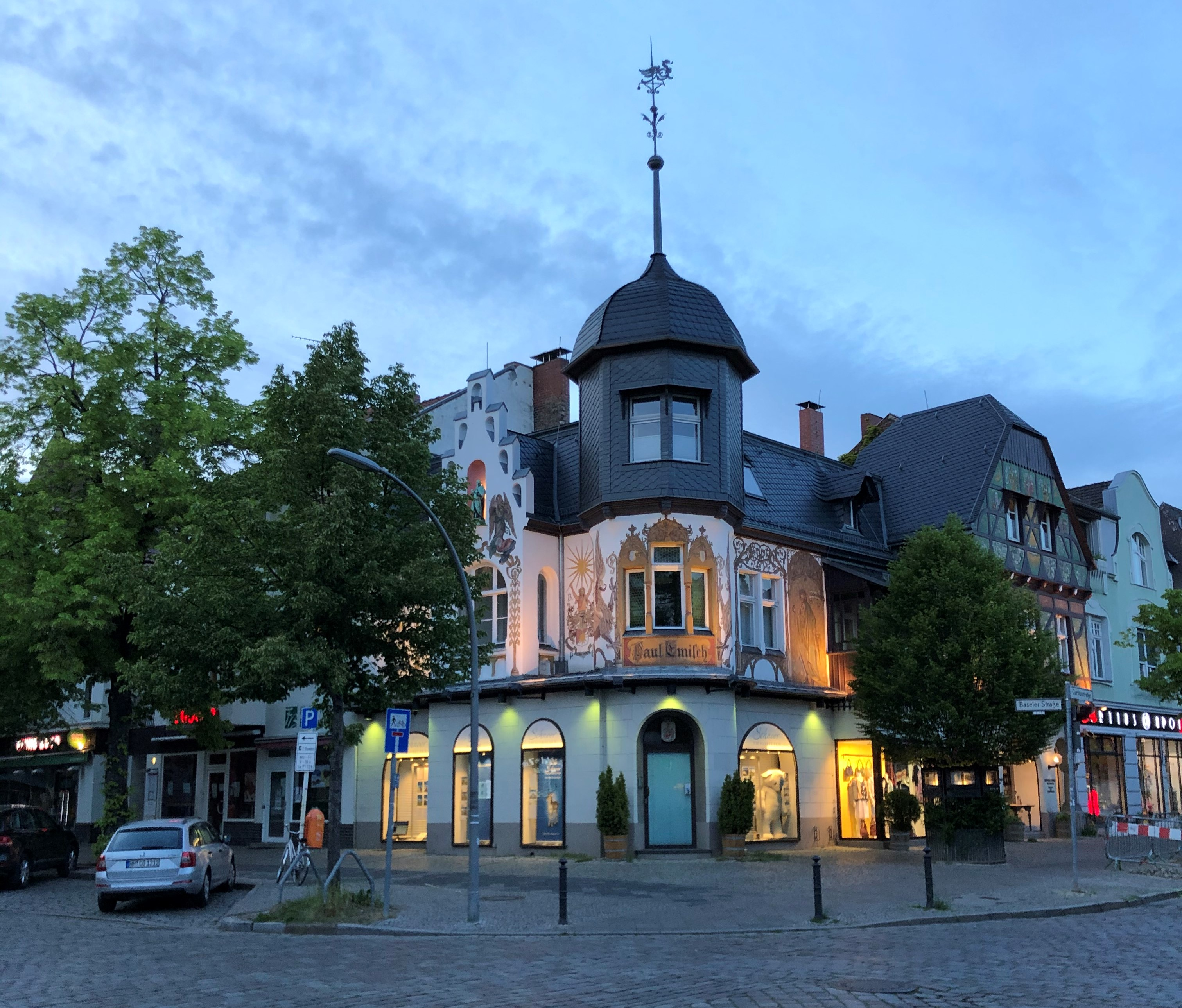
Ortskern von Lichterfelde West

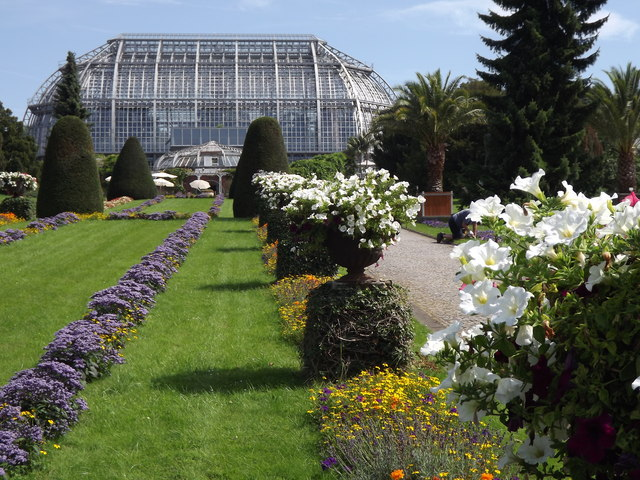
Botanischer Garten

Lichterfelde West ist eine Ortslage im Berliner Bezirk Steglitz-Zehlendorf und stellt den westlich des Teltowkanals gelegenen Teil des Ortsteils Lichterfelde dar. Im Norden und Westen grenzt Lichterfelde West an Zehlendorf, Dahlem und Steglitz. Die Finckensteinallee gliedert Lichterfelde West in die nördlich gelegene Villenkolonie Lichterfelde und das südlich gelegene Schweizer Viertel. Das Stadtviertel ist heute bekannt als das älteste Villenviertel Berlins und ist geprägt von herrschaftlichen Villen aus der Gründerzeit, großen Gärten und kleinen Alleen.
Neben den Ortsteilen Dahlem und Grunewald ist die Ortslage Lichterfelde West eine der wohlhabendsten Wohngegenden der Hauptstadt. Seit dem Umzug der Bundesregierung nach Berlin verzeichnet Lichterfelde West die höchste Steigerungsrate bei Immobilien- und Mietpreisen im ehemaligen West-Berlin. Seitdem werden die Villen wegen ihrer guten Anbindung an das Berliner Regierungsviertel und für Repräsentationszwecke von Diplomaten genutzt.
In Lichterfelde West befinden sich der Botanische Garten, der Schlosspark Lichterfelde, sowie das Universitätsklinikum „Benjamin Franklin“ der Charité. In der ehemaligen Preußischen Hauptkadettenanstalt befindet sich außerdem eine Liegenschaft des Bundesarchivs, während die ehemalige Gardeschützenkaserne zu einem Hauptstandort des Bundesnachrichtendienstes entwickelt wurde. Unweit des Botanischen Gartens entsteht zudem das Business and Innovation Center FUBIC der nahegelegenen Freien Universität Berlin.
Zwar kein offizieller Ortsteil Berlins, wird Lichterfelde West jedoch in der öffentlichen Wahrnehmung aufgrund der unterschiedlichen Entwicklung in der Nachkriegszeit, der räumlichen Trennung durch den Teltowkanal und letztlich der westlichen Ausrichtung des Geschäftszentrums an der Wannseebahn (S-Bahn-Linie S1) als gesondertes Stadtviertel gegenüber Lichterfelde Ost und Süd angesehen. Lichterfelde West stellt den eigenen Wahlkreis Steglitz-Zehlendorf 3 dar. Der Runde Tisch Lichterfelde West tagt im Gutshaus Lichterfelde zu Veränderungen im Stadtviertel.

## Villenkolonie Lichterfelde West
Die Villenkolonie Lichterfelde erstreckt sich etwa einen Kilometer weit beiderseits der Drakestraße in Lichterfelde West. Sie ist eines der ältesten Villenviertel Berlins und zeichnet sich durch die architektonische Vielfalt der herrschaftlichen Häuser und Villen aus, die hier wilhelminisch, neoromanisch und neogotisch gestaltet die gepflasterten Alleen säumen. Auch finden sich hier von Gustav Lilienthal entworfene Anwesen im Neu-Tudorstil und ein kleines Geschäftszentrum rund um den S-Bahnhof Lichterfelde West. In dem von seinem hohen adeligen Bevölkerungsanteil geprägten Lichterfelde West traf sich während des Dritten Reiches der sogenannte „Grafenclub“ der Widerstandsgruppe „Kreisauer Kreis“ um Peter Graf Yorck von Wartenburg. Zu seinen Mitgliedern gehörten u. a. Berthold Schenk Graf von Stauffenberg und dessen Cousin Helmuth James Graf von Moltke, nachdem heute die Moltkestraße in Lichterfelde West benannt ist.

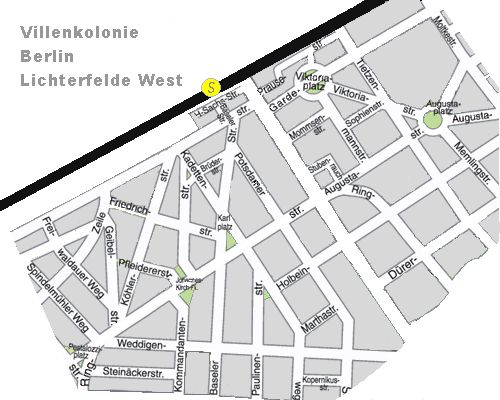
Lageplan der Villenkolonie in Lichterfelde West
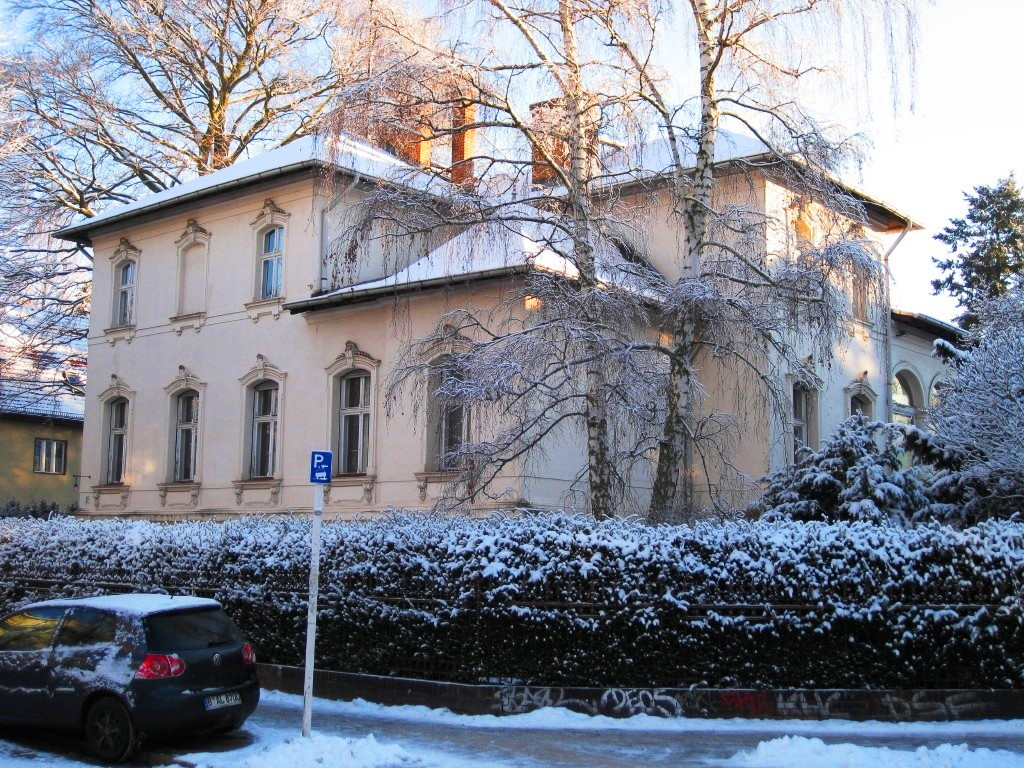
Villa in der Baseler Straße
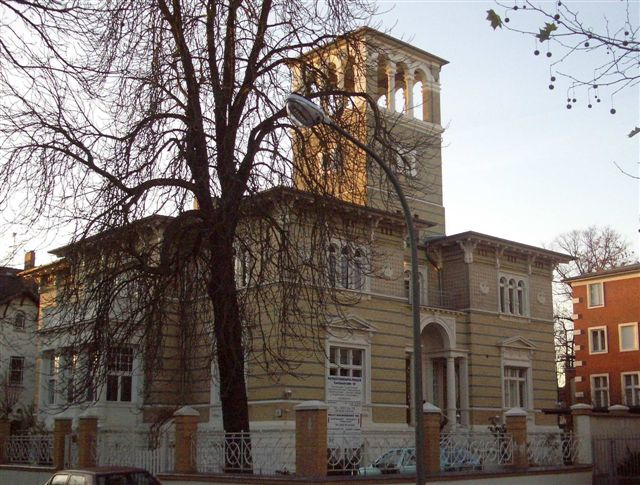
Villa Holzhüter in der Curtiusstraße
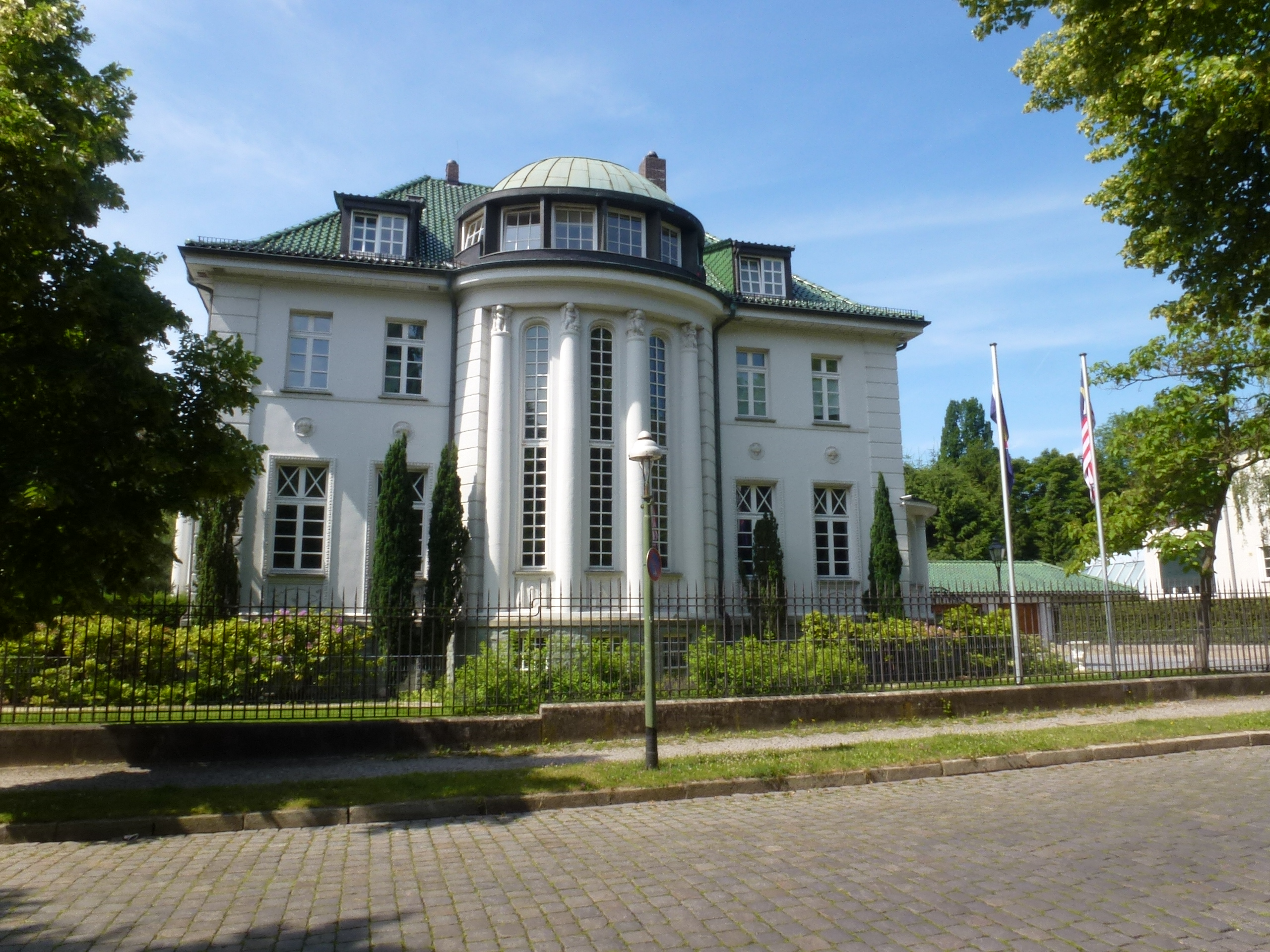
Villa in der Willdenowstraße
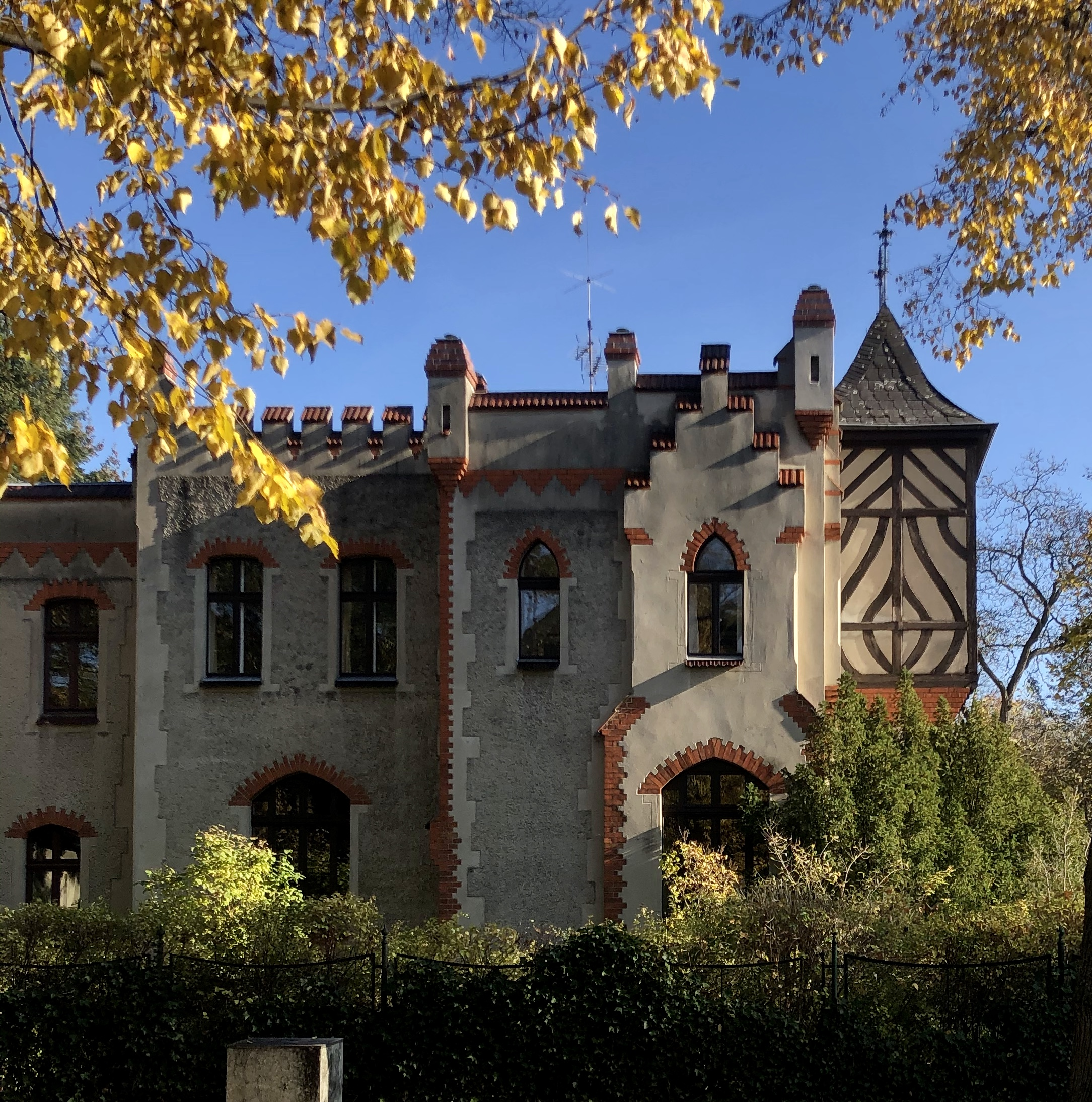
Villa in der Paulinenstraße
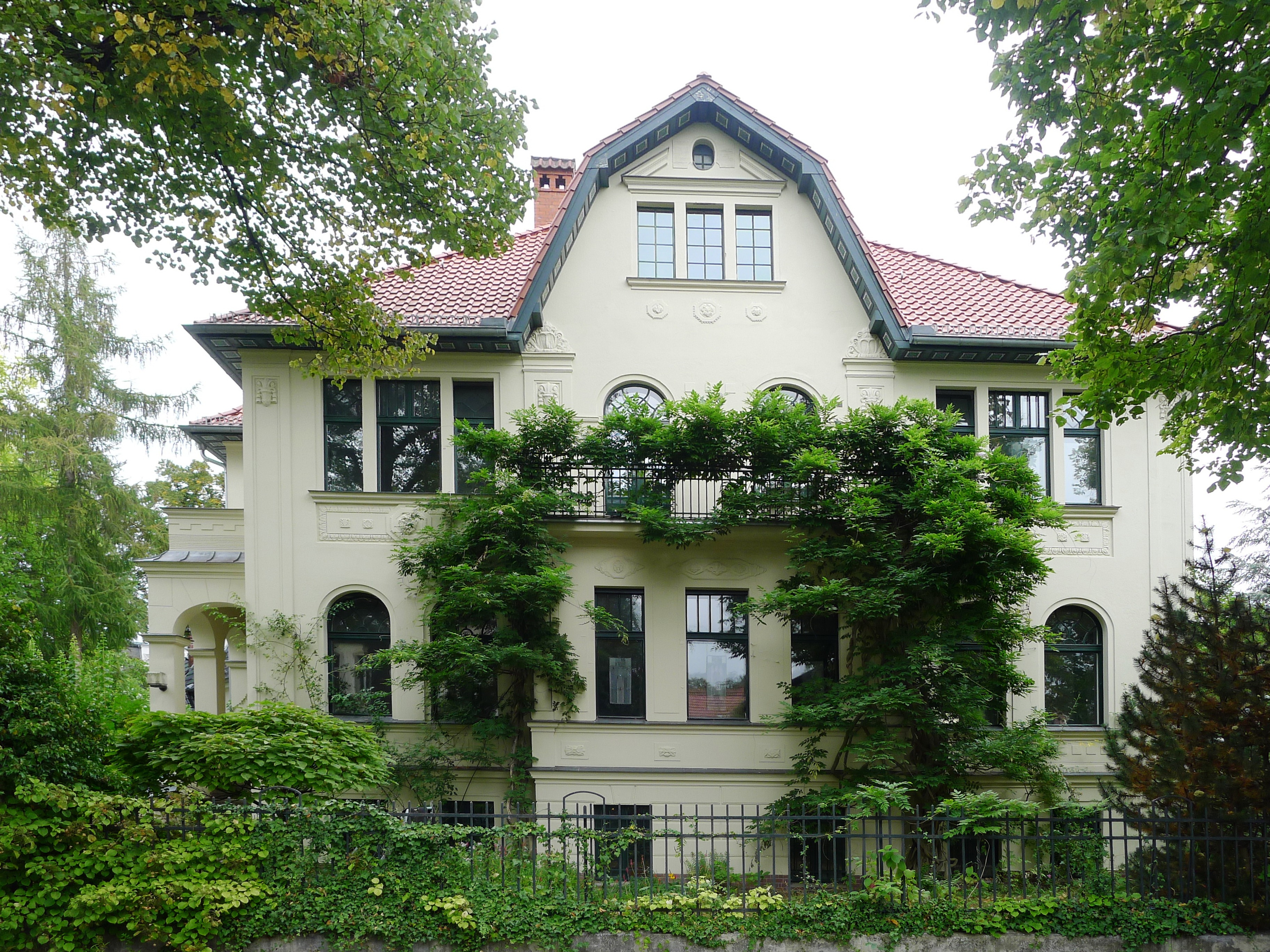
Villa in der Kommandantenstraße
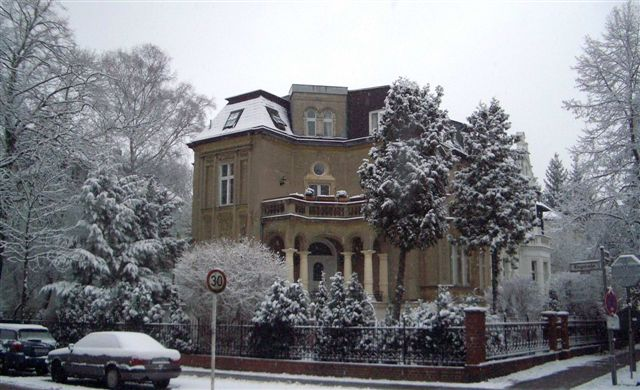
Villa im Kadettenweg
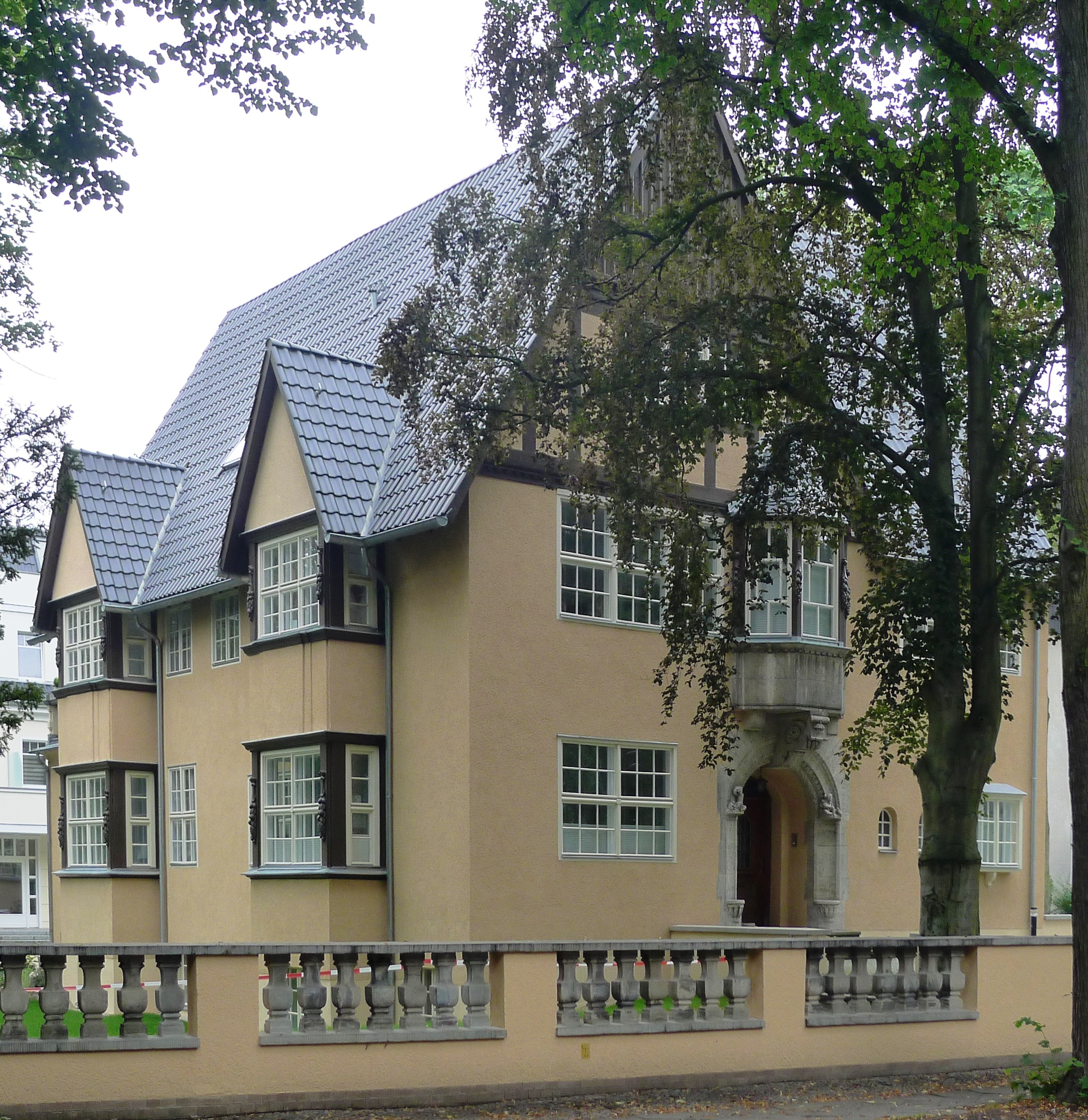
Villa in der Ringstraße

## Schweizer Viertel
Das Schweizer Viertel entstand im Anschluss an die Villenkolonie bis in die 1930er Jahre und liegt im südwestlichen Teil von Lichterfelde West. Viele der Straßen sind nach Städten und Orten in der Schweiz benannt. Nach Abzug der Alliierten entwickelten sich ehemalige Kasernengelände zu Baugebiet für Stadtvillen und Reihenhäuser. An der Goerzallee entstanden zudem in den denkmalgeschützten Gebäuden des ehemaligen Telefunkenwerks moderne Wohnungen und Lofts unter den Namen Lesley Lofts und Monroe Park. 2009 eröffnete hier auch die Phorms-Schule, eine deutsch-englische Privatschule mit Grundschule und Gymnasium.

## Plätze und Grünflächen
Lichterfelde West ist von kleinen Plätzen und Grünflächen geprägt, die als Teil der Villenkolonie, aber auch bei den späteren baulichen Erweiterungen als Schmuckplätze geplant wurden und dem Stadtviertel den typischen Charakter einer Gartenstadt verleihen. In der Nachkriegszeit wurden einige dieser Pläze wieder originalgetreu hergerichtet, wie zuletzt der Paulinenplatz.
- Der Augustaplatz ist ein eingetragenes Gartendenkmal und wird nach den originalen Plänen von 1905 als symmetrisch angelegter Rosengarten gepflegt.[5]
- Der Paulinenplatz an der Kreuzung von Kadettenweg und Paulinenstraße wurde 2020–2021 durch Spenden einer Nachbarschaftsinitiative nach Vorbild der ursprünglichen Gestaltung von 1903 als Schmuckplatz wiederhergestellt.[6]
- Der Karlplatz, an der Ringstraße gelegen, beherbergt einen vielgenutzten Spielplatz. Am Platz befinden sich ein Café und weitere kleine Geschäfte. 2015 erhielt der Platz eine neue Gestaltung und Bepflanzung.[7]
- Auf dem Ludwig-Beck-Platz findet ein Wochenmarkt statt.

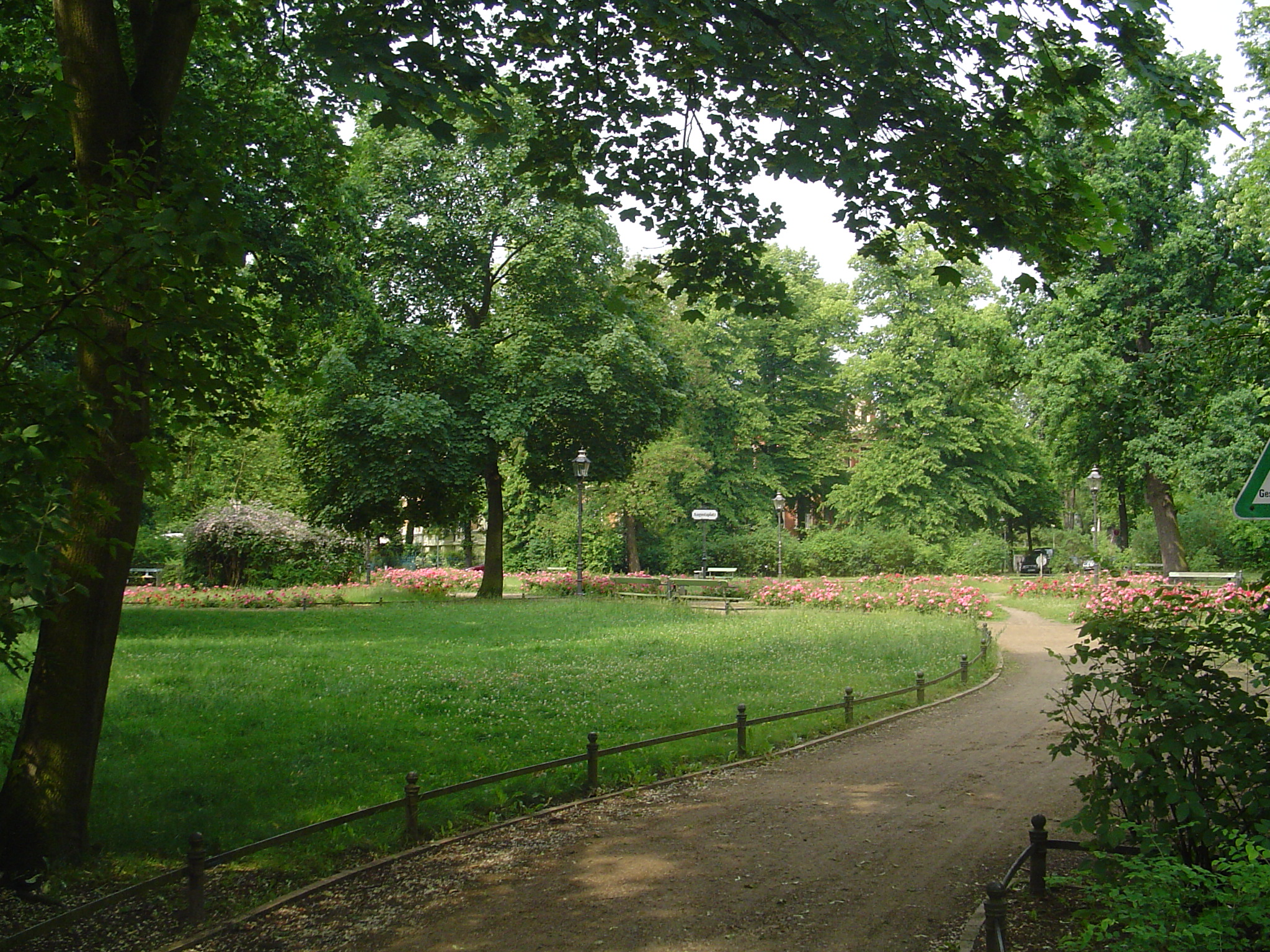
Augustaplatz
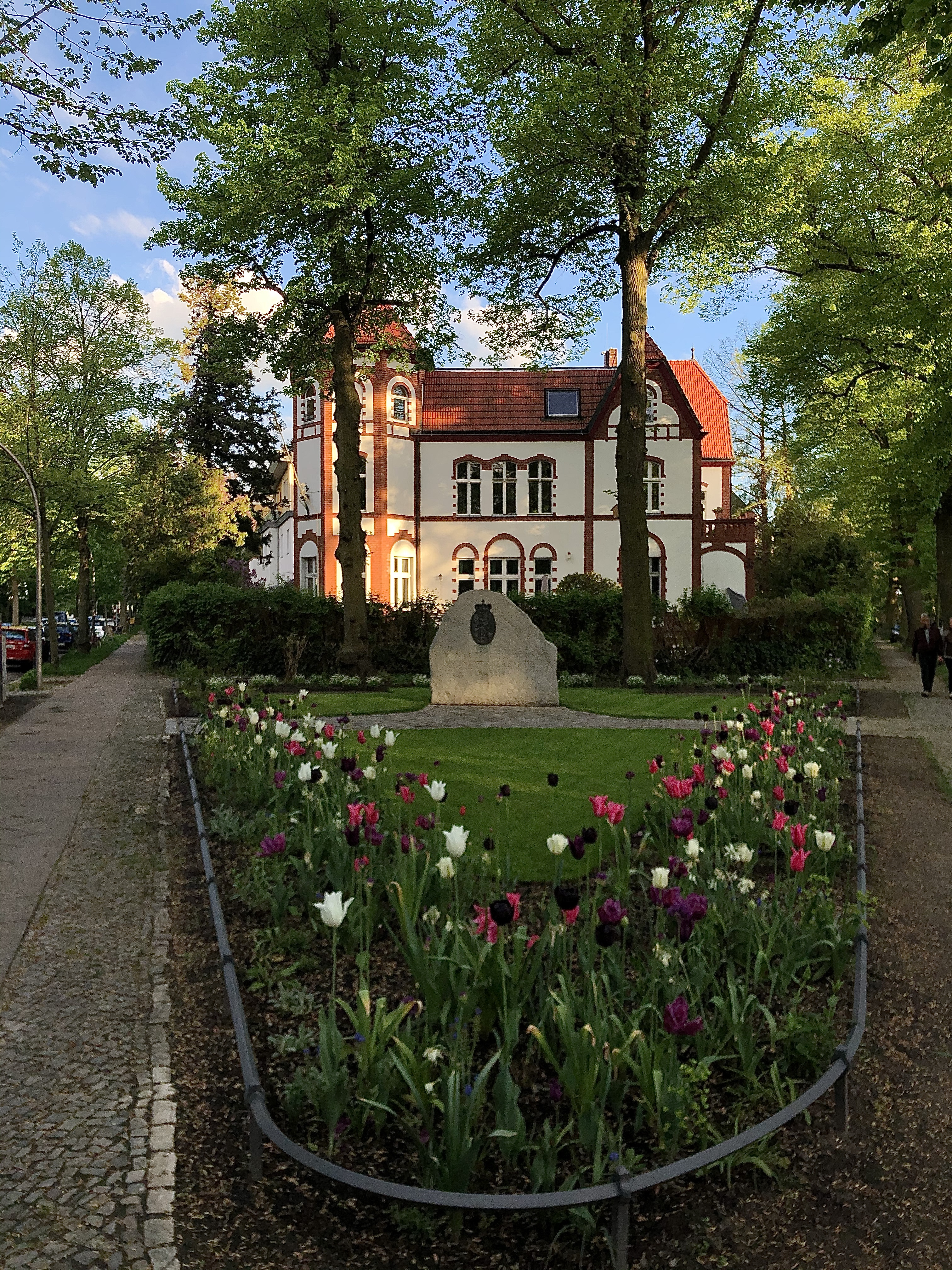
Paulinenplatz
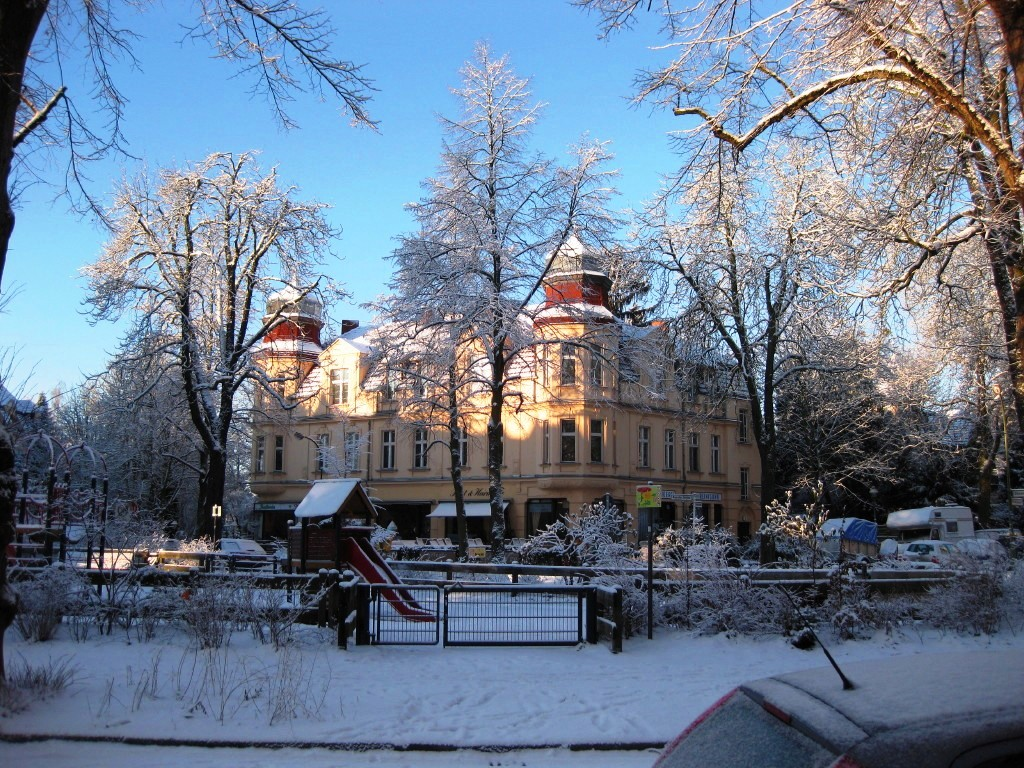
Karlplatz
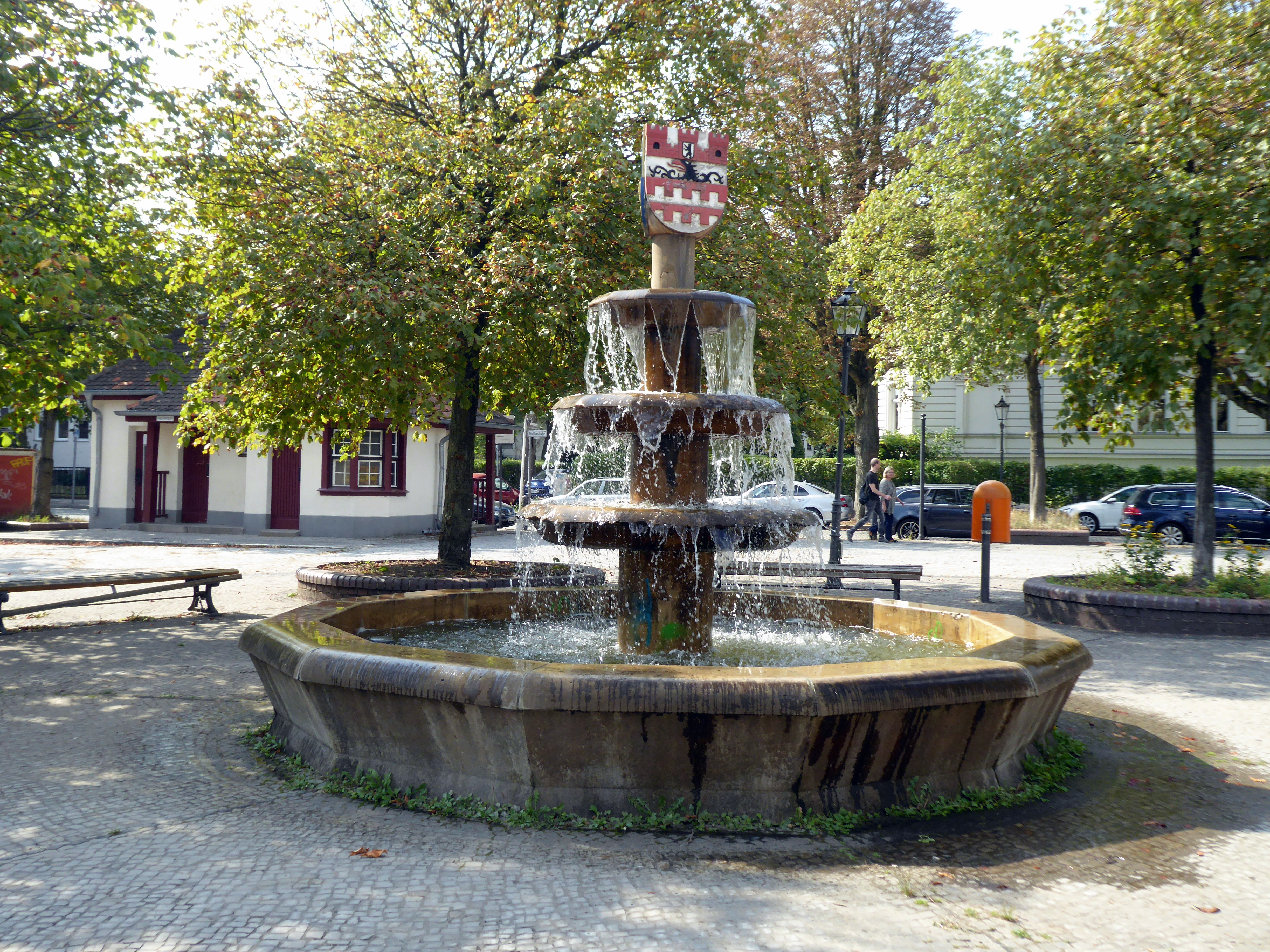
Ludwig-Beck-Platz

## Orte und Institutionen
- Botanischer Garten und Botanisches Museum Berlin
- Bundesamt für Materialforschung (BAM)
- Bundesarchiv Berlin-Lichterfelde (ehem. Preußische Hauptkadettenanstalt)
- Bundesnachrichtendienst (ehemalige Gardeschützenkaserne)
- Charité Universitätsklinikum Benjamin Franklin mit „Mäusebunker“
- Freie Universität Berlin (Botanik, Pharmazie, Islamwissenschaft, Seminar für Semitistik und Arabistik, „Start-Up-Villa“)
- FUBIC Innovation Center
- Gutshaus Lichterfelde mit Schlosspark
- Parkfriedhof Lichterfelde
- Sammlung und Kunsthaus Achim Freyer
- Schwimmhalle Finckensteinallee
- Villenkolonie Lichterfelde

## Verkehr
Der S-Bahnhof Lichterfelde West liegt an der Linie S1 der Berliner S-Bahn, die das Stadtviertel stadteinwärts mit der Berliner Innenstadt und stadtauswärts mit Wannsee verbindet. Aktuell verkehren die Buslinien M11, M48, M85, X11, 101, 112, 188, 285 in Lichterfelde West.

## Persönlichkeiten
- Boleslaw Barlog (1906–1999), Regisseur und Theaterintendant, wohnte 1949–1999 im Spindelmühler Weg 7
- Nikolaus von Béguelin (1714–1789), Direktor der Philosophischen Klasse der Königlich-Preußischen Akademie der Wissenschaften, beigelegt in der Dorfkirche Lichterfelde
- Maximilian Beyer (1872–1937), katholischer Geistlicher, Erbauer der Heilige-Familie-Kirche und Sankt-Annen-Kirche in Lichterfelde West
- Hasso von Boehmer (1904–1945), Oberstleutnant und Widerstandskämpfer, Schüler des Goethe-Gymnasiums
- Herbert von Bose (1893–1934), Oberregierungsrat und Widerstandskämpfer, wohnte 1930–1934 in der Neuchateller Straße 8
- Johann Albrecht von Bülow (1708–1776), preußischer General und Gutsherr von Lichterfelde, beigelegt in der Dorfkirche Lichterfelde
- Bushido (* 1978), Rapper, wohnt in Lichterfelde West
- Johann Anton Wilhelm von Carstenn-Lichterfelde (1822–1896), Stadtentwickler und Gründer der Villenkolonie Lichterfelde, wohnte im Carstenn-Schlösschen
- Max Eitingon (1881–1943), Arzt und Psychoanalytiker, wohnte 1928–1933 in der Altensteinstraße 26
- Fritz Elsas (1890–1945), Bürgermeister von Berlin, wohnte 1926–1945 im Patschkauer Weg 41
- Peter Fox (* 1971), Musiker und Frontmann der Band Seeed, Schüler des Goethe-Gymnasiums, wohnt in Lichterfelde West
- Otto Hahn, OBE (1879–1968), Chemiker und Pionier der Radiochemie, wohnte 1929–1944 in der Altensteinstraße 48
- Theodor Heuss (1884–1963), Bundespräsident der Bundesrepublik Deutschland, wohnte 1930–1943 in der Kamillenstraße 6
- Günther Jauch (* 1956), Fernsehmoderator, aufgewachsen in Lichterfelde West
- Max Kaus (1891–1977), Künstler und Professor, wohnte 1958–1977 in der Potsdamer Straße 44
- Nikos Kazantzakis (1883–1957), Schriftsteller, wohnte 1920–1923 Unter den Eichen 63
- Robert Kempner (1899–1993), Jurist, wohnte 1911–1935 in der Potsdamer Straße 58, beigesetzt auf dem Parkfriedhof Lichterfelde
- Karl Liebknecht (1871–1919), Sozialist, wohnte 1913–1917 in der Hortensienstraße 14[8]
- Gustav Lilienthal (1849–1933), Architekt der „Lichterfelder Burgen“ in Lichterfelde West, wohnte in der Marthastraße 5 und beigesetzt auf dem Parkfriedhof Lichterfelde
- Eduard Meyer (1855–1930), Rektor der Humboldt-Universität (damals: Universität von Berlin), wohnte in der Mommsenstraße 7
- Julius Posener (1904–1996), Architekturhistoriker, geboren und aufgewachsen in Lichterfelde West
- Lydia Rabinowitsch-Kempner (1871–1935), Mikrobiologin und erste Berlinerin mit Professorentitel, wohnte 1911 bis zu ihrem Tod in der Potsdamer Straße 58, beigesetzt auf dem Parkfriedhof Lichterfelde
- Carl Stangen (1833–1911), Unternehmer, wohnte 1901–1911 in der Villa Stangen (Drakestraße 51), beigesetzt auf dem Parkfriedhof Lichterfelde
- Joachim Tiburtius (1889–1967), Wissenschaftler und Einführer der Berliner Festspiele, wohnte 1951–1963 in der Hortensienstraße 12
- Adolf Wehrmut (1855–1927), Oberbürgermeister von Berlin, wohnte 1925–1927 in der Enzianstraße 2
- Arthur Werner (1877–1967), erster Oberbürgermeister von Groß-Berlin nach dem Zweiten Weltkrieg, wohnte 1921–1967 in der Köhlerstraße 22
- Josef Wirmer (1901–1944), Politiker und Widerstandskämpfer, wohnte in der Holbeinstraße 56